# Orthoclydon subtentaria
Orthoclydon subtentaria är en fjärilsart som beskrevs av Walker 1863. Orthoclydon subtentaria ingår i släktet Orthoclydon och familjen mätare. Inga underarter finns listade i Catalogue of Life.